# EHF-Pokal 1995/96
Am EHF-Pokal 1995/96 nahmen 36 Handball-Vereinsmannschaften teil, die sich in der vorangegangenen Saison in ihren Heimatligen für den Wettbewerb qualifiziert hatten. Es war die 15. Austragung des EHF-Pokals bzw. des IHF-Pokals. Die Pokalspiele begannen am 1. September 1995, das zweite Finalspiel fand am 28. April 1996 statt. Im Finale konnte BM Granollers aus Spanien seinen Titel gegen den ukrainischen Verein Schachtar verteidigen.

## Modus
Der Wettbewerb startete mit einer Ausscheidungsrunde mit drei Spielen. Die Sieger zogen in das Sechzehntelfinale ein. Alle Runden inklusive des Finales wurden im K.-o.-System mit Hin- und Rückspiel durchgeführt. Der Sieger des Finales war Gewinner des EHF-Pokals 1995/96.

## Ausscheidungsrunde
|                 | Gesamt |               | Hinspiel | Rückspiel |
| --------------- | ------ | ------------- | -------- | --------- |
| Tauras Šiauliai | k. A.  | Araks Jerewan |          |           |
| HK Shoumen      | 50:59  | Vardar Skopje | 26:30    | 24:29     |
| HC Nes Ziona    | 52:62  | RK Vrbas      | 31:33    | 21:29     |

## Sechzehntelfinals
|                            | Gesamt  |                               | Hinspiel | Rückspiel |
| -------------------------- | ------- | ----------------------------- | -------- | --------- |
| SD Teucro                  | 51:51 * | Pestszentlörinc Elektromos SE | 27:25    | 24:26     |
| BM Granollers              | 47:26   | Śląsk Wrocław                 | 25:10    | 22:16     |
| Jadran Kozina              | 41:48   | Meran Handball                | 22:20    | 19:28     |
| HSG Remus Bärnbach/Köflach | 43:43 * | Red Boys Differdange          | 22:22    | 21:21     |
| Schachtar Akademiya Donezk | 57:32   | Tauras Šiauliai               | 33:11    | 24:21     |
| Dinamo Astrachan           | 58:27   | AHF Arnhem                    | 25:11    | 33:16     |
| SG Flensburg-Handewitt     | 59:36   | SKAF Minsk                    | 27:19    | 32:17     |
| Uni Petrolul Craiova       | 43:46   | ASKI Ankara                   | 29:19    | 14:27     |
| US Ivry HB                 | 47:50   | KIF Kolding                   | 23:24    | 24:26     |
| GAS Archelaos Katerinis    | 69:53   | HC Mamuli Tbilisi             | 35:27    | 34:26     |
| IF Guif                    | 58:58 * | Belenenses Lissabon           | 31:28    | 27:30     |
| Kadetten Schaffhausen      | 46:40   | HC Herstal                    | 25:18    | 21:22     |
| RK Zadar                   | 64:55   | Vardar Skopje                 | 33:24    | 31:31     |
| Víkingur Reykjavík         | 38:50   | HC Zubří                      | 16:23    | 22:27     |
| SPE Strovolou Nicosia      | 48:57   | HT Tatran Prešov              | 24:29    | 24:28     |
| RK Vrbas                   | 56:51   | Elverum IL                    | 30:26    | 26:25     |

## Achtelfinals
|                         | Gesamt |                               | Hinspiel | Rückspiel |
| ----------------------- | ------ | ----------------------------- | -------- | --------- |
| RK Vrbas                | 40:44  | Dinamo Astrachan              | 21:12    | 19:32     |
| RK Zadar                | 64:45  | Red Boys Differdange          | 31:19    | 33:26     |
| KIF Kolding             | 42:51  | SG Flensburg-Handewitt        | 19:26    | 23:25     |
| HC Zubří                | 35:51  | Schachtar                     | 22:18    | 13:33     |
| GAS Archelaos Katerinis | 34:74  | BM Granollers                 | 17:39    | 17:35     |
| HT Tatran Prešov        | 43:48  | Meran Handball                | 23:25    | 20:23     |
| Belenenses Lissabon     | 40:54  | Pestszentlörinc Elektromos SE | 19:27    | 21:27     |
| Kadetten Schaffhausen   | 55:56  | ASKI Ankara                   | 32:25    | 23:31     |

## Viertelfinals
|                               | Gesamt |                            | Hinspiel | Rückspiel |
| ----------------------------- | ------ | -------------------------- | -------- | --------- |
| Pestszentlörinc Elektromos SE | 41:43  | BM Granollers              | 21:17    | 20:26     |
| RK Zadar                      | 49:44  | Meran Handball             | 28:20    | 21:24     |
| Dinamo Astrachan              | 38:42  | Schachtar Akademiya Donezk | 19:21    | 19:21     |
| SG Flensburg-Handewitt        | 68:39  | ASKI Ankara                | 40:17    | 28:22     |

## Halbfinals
|                        | Gesamt |               | Hinspiel | Rückspiel |
| ---------------------- | ------ | ------------- | -------- | --------- |
| SG Flensburg-Handewitt | 44:47  | BM Granollers | 27:22    | 17:25     |
| Schachtar              | 46:34  | RK Zadar      | 29:14    | 17:20     |

## Finale
Das Hinspiel fand am 21. April 1996 in Granollers statt und das Rückspiel am 28. April 1996 in Donezk.
|               | Gesamt |           | Hinspiel | Rückspiel |
| ------------- | ------ | --------- | -------- | --------- |
| BM Granollers | 56:45  | Schachtar | 28:18    | 28:27     |